# 島根県道184号平田荘原線
島根県道184号平田荘原線（しまねけんどう184ごう ひらたしょうばらせん）は、島根県出雲市を通る一般県道である。

## 概要
出雲市平田町から出雲市斐川町学頭に至る。

### 路線データ
- 起点：島根県出雲市平田町（島根県道159号出雲平田線交点）
- 終点：島根県出雲市斐川町学頭（学頭交差点、国道9号交点、島根県道196号荘原停車場線終点）
- 総延長：6.1 km

## 路線状況

### 重複区間
- 島根県道243号出雲空港線（出雲市斐川町荘原・出東入口交差点 - 出雲市斐川町荘原）

### 道路施設

#### 橋梁
- 瑞穂大橋（斐伊川、出雲市）
- 推讓橋（万蔵寺川、出雲市）
- 勤労橋（五右衛門川、出雲市）
- 二宮橋（高瀬川、出雲市）
- 新橋（新建川、出雲市）

## 地理

### 通過する自治体
- 島根県
  - 出雲市

### 交差する道路
| 交差する道路                         | 交差する場所 | 交差する場所      |
| ------------------------------------ | ------------ | ----------------- |
| 島根県道159号出雲平田線              | 平田町       | 起点              |
| 国道431号                            | 平田町       | 寺町交差点        |
| 島根県道351号出雲路自転車道線        | 灘分町       |                   |
| 島根県道161号斐川出雲大社線          | 斐川町黒目   | 黒目中交差点      |
| 島根県道243号出雲空港線 重複区間起点 | 斐川町荘原   | 出東入口交差点    |
| 島根県道243号出雲空港線 重複区間終点 | 斐川町荘原   |                   |
| 国道9号 島根県道196号荘原停車場線    | 斐川町学頭   | 学頭交差点 / 終点 |

### 交差する鉄道
- 一畑電車北松江線

### 沿線
- 一畑電車北松江線 雲州平田駅
- 出雲市立出東小学校
- 出雲市立斐川東中学校
- 道の駅湯の川（終点付近）
- JR西日本山陰本線 荘原駅（終点付近）